# Alexei Eremenko (futebolista)
Aleksei Borisovich Yeryomenko - em russo, Алексей Борисович Ерёменко (Novocherkassk, 17 de janeiro de 1964) é um ex-futebolista e treinador de futebol russo naturalizado finlandês que atuava como meio-campista. Atualmente, é o técnico do Shakhter Karagandy. É também conhecido como Alexei Eremenko Sr.
Entre 1981 e 1990, jogou em seu país natal, com destaque para o SKA Rostov-on-Don, onde atuou em 54 partidas. Passou ainda por 3 clubes da capital, Moscou (Spartak, Torpedo e Dínamo), sem grande destaque. Deixou a União Soviética em 1990 para jogar no futebol finlandês, representando o OLS. Excetuando-se 2 curtas passagens no Athinaikos (Grécia) e no Tromsø (Noruega), destacou-se atuando na Finlândia, principalmente no Jaro, onde teve 3 passagens.
Jogou ainda pelo HJK, a principal agremiação futebolística finlandesa, entre 1999 e 2003. Encerrou a carreira de jogador em 2009, aos 45 anos de idade, no JBK, onde era também o treinador desde 2006.
Seus 3 filhos (Alexei Jr., Roman e Sergey) também são jogadores de futebol - Alexei Jr. chegou a atuar com seu pai entre 2002 e 2003, enquanto Roman passou pelas categorias de base do HJK. Sergey, o mais jovem dos 3, foi comandado por Alexei Sr. entre 2014 e 2016, no FF Jaro. Os 3 atletas também possuem a cidadania finlandesa.
Em agosto de 2016, o ex-meio-campista foi contratado para assumir o comando técnico do Shakhter Karagandy, sucedendo ao eslovaco Jozef Vukušič.